# روونویه (استان آمور)
روونویه (به لاتین: Rovnoye) یک منطقهٔ مسکونی در روسیه است که در استان آمور واقع شده‌است.